# Akengbuda
Akengbuda, död 1804, var Oba, monark, i Kungariket Benin mellan 1750 och 1804.